# Radziwiliszki
Radziwiliszki (lit. Radviliškis wymowaⓘ) – miasto (19 883 mieszk.) na Litwie, siedziba gminy w okręgu szawelskim.
Miasto położone w powiecie upickim województwa trockiego założył wojewoda wileński Krzysztof Radziwiłł w 1584 roku. Do 1795 w granicach województwa trockiego Rzeczypospolitej. Od 1918 w granicach niepodległej Litwy.
Miasto ekonomii szawelskiej w 1682 roku.
Podczas okupacji hitlerowskiej, 8 lipca 1941 roku Niemcy utworzyli getto dla żydowskich mieszkańców. Przebywało w nim około 1000 osób. 29 sierpnia 1941 roku Niemcy zlikwidowali getto, a Żydów wywieziono do getta w Żagorach. 
W Radziwiliszkach urodził się polski działacz narodowy w międzywojennej Litwie, dyrektor Gimnazjum Polskiego w Kownie, burmistrz Telsz na Żmudzi – Ludwik Abramowicz.

## Miasta partnerskie
- Gniezno, Polska
- Grodzisk Mazowiecki, Polska
- Nieśwież, Białoruś
- Valga, Estonia
- Valka, Łotwa
- Bauska, Łotwa
- Slathele, Norwegia
- Lillehammer, Norwegia
- Skara, Szwecja
- Saint-Seine-L'Abbaye, Francja.